# Radio suisse romande

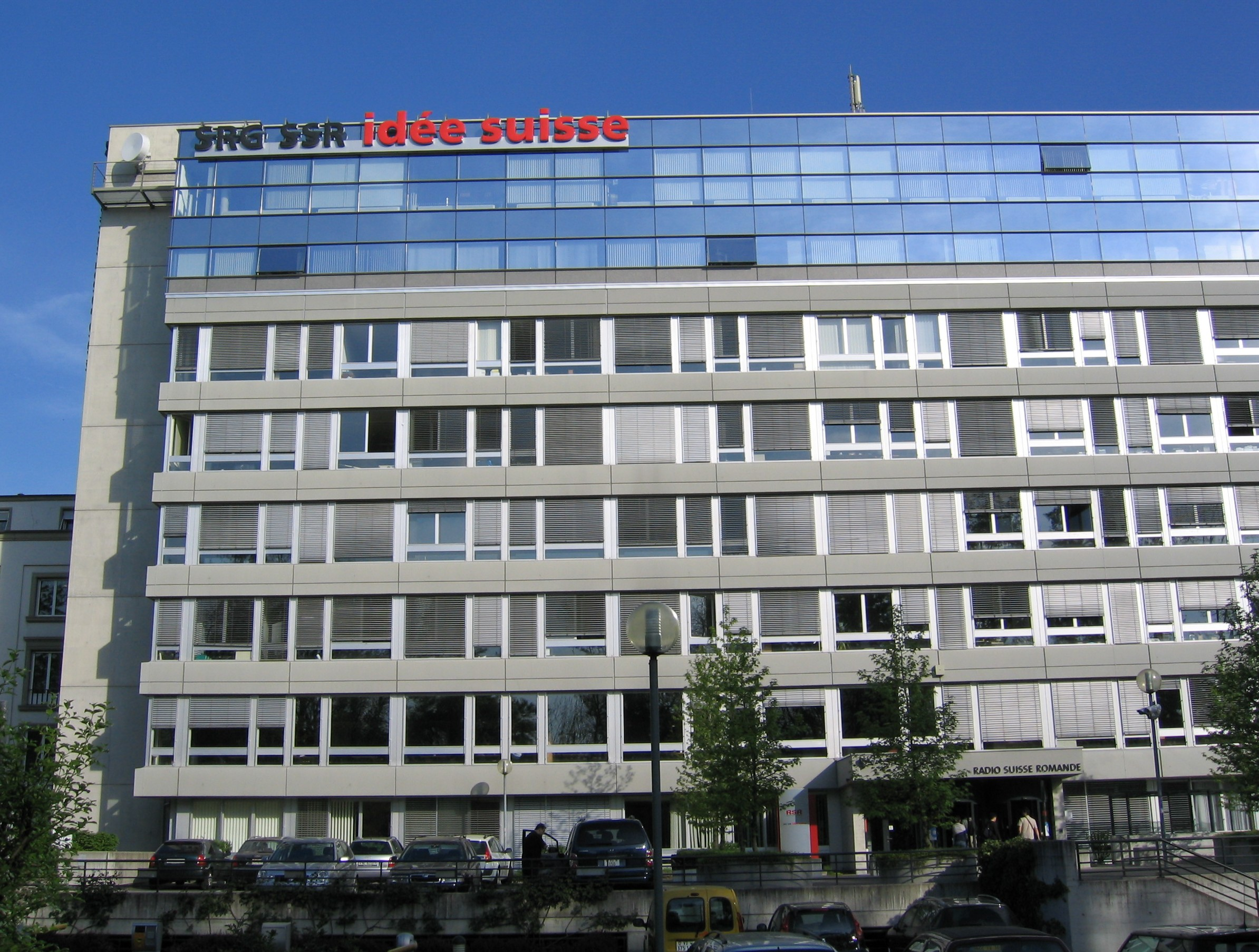
Le bâtiment de la Maison de la Radio à Lausanne

La Radio suisse romande (RSR) était une division d'unité d'entreprise de la Radio télévision suisse (RTS), antenne romande du groupe audiovisuel public suisse SRG SSR idée suisse. Elle était chargée de la production et de la diffusion radiophonique des programmes de langue française en Suisse. Le 29 février 2012, les noms RSR et TSR ont été abandonnés et remplacés par la RTS, dont le nom est désormais la seule marque des médias francophones de la SSR.

## Historique
- 1922 : inauguration de la station de TSF du Champ-de-l'Air à Lausanne : le banquet inaugural donne lieu à la première véritable émission[1].
- 1923 : Aéroport international de Genève, un émetteur est mis en service, et permet de faire de premiers essais d'émissions publiques.
- 1925 : première émission à Genève à partir du studio de l'Hôtel Métropole.
- 1928 : première retransmission d'une messe catholique-romaine.
- 1931 : inauguration de l'Émetteur national suisse de Sottens.
- 1931 : l’Agence télégraphique suisse (ATS) devient le fournisseur exclusif des nouvelles diffusées par la radio suisse.
- 1935 : inauguration de la Maison de la Radio à La Sallaz, au nord de Lausanne.
- 1935 : Angèle Golay lance « Le Disque préféré de l’auditeur ».
- 1936 : « Micro-Magazine », proposé par Radio-Genève, est la première émission d’actualité.
- 1939 : création de la troupe du Radio-Théâtre.
- 1940 : inauguration de la Maison de la Radio au boulevard Carl-Vogt à Genève[2].
- 1941 : apparition, dans la grille des programmes, du « Quart d’heure vaudois », de Samuel Chevallier[3].
- 1941 : chronique de René Payot sur Radio-Sottens suivi par des milliers de Français et Belges occupés.
- 1943 : Radio-Lausanne présente « Le Miroir du temps », de Benjamin Romieux.
- 1946 : Radio-Lausanne lance la Chaîne du bonheur, émission d’entraide, créée par Roger Nordmann et Jack Rollan.
- 1946 : première d'« Énigmes et aventures », une série policière de Marcel de Carlini et Georges Hoffmann proposée par Radio-Genève (par la suite, Isabelle Villars, Jacques Bron, Andrée Béart-Arosa, Catherine Hardy et bien d'autres écriront également des épisodes des aventures du détective Roland Durtal (René Habib), de son factotum Picoche (Sacha Solnia), et du commissaire Gallois (André Davier)).
- 1951 : « Le Maillot jaune de la chanson », un concours de variétés, apparaît à l’antenne.
- 1955 : création de « Discanalyse » par Benjamin Romieux.
- 1956 : naissance du second programme de la Radio suisse romande, en ondes ultra-courtes : Espace 2.
- 1956 : création d'émissions chorales, telle que l'Art Choral, animée par André Charlet.
- 1974 : Radio-Lausanne et Radio-Genève deviennent la Radio Suisse Romande[4]
- 1979 : début des émissions en stéréophonie.
- 1982 : un troisième programme est lancé par la Radio suisse romande pour son public jeune : Couleur 3.
- 1994 : la Radio suisse romande lance un quatrième programme, sur ondes moyennes : Option Musique.
- 1994 : création des Émissions religieuses de la RSR, en partenariat avec le Centre catholique de radio et télévision et l'Office protestant des médias.
- 19 mars 2009 : la SSR annonce que la Radio suisse romande et la Télévision suisse romande fusionneront pour ne former plus qu'une seule unité d'entreprise, appelée Radio télévision suisse dès 2010. Les archives audio de la RSR sont alors inscrites comme bien culturel suisse d'importance nationale.
- 1er janvier 2010 : la RSR fusionne avec la TSR afin de créer la Radio télévision suisse (RTS).
- 29 février 2012 : la RSR est renommée RTS.
- 2022 : le Passage de la Radio, siège de la Tour de la télévision à Genève, est renommé Passage Marie-Claude Leburgue[5]

## Chaînes de radio
Cinq programmes sont produits :
- La Première, programme généraliste ;
- Espace 2, proposant culture et musique classique ;
- Couleur 3, programme destiné aux jeunes ;
- Option Musique, programme musical, tubes d'hier et d'aujourd'hui ;
- World Radio Switzerland, radio destinée à la population anglophone de Suisse ;

## Animateurs vedette

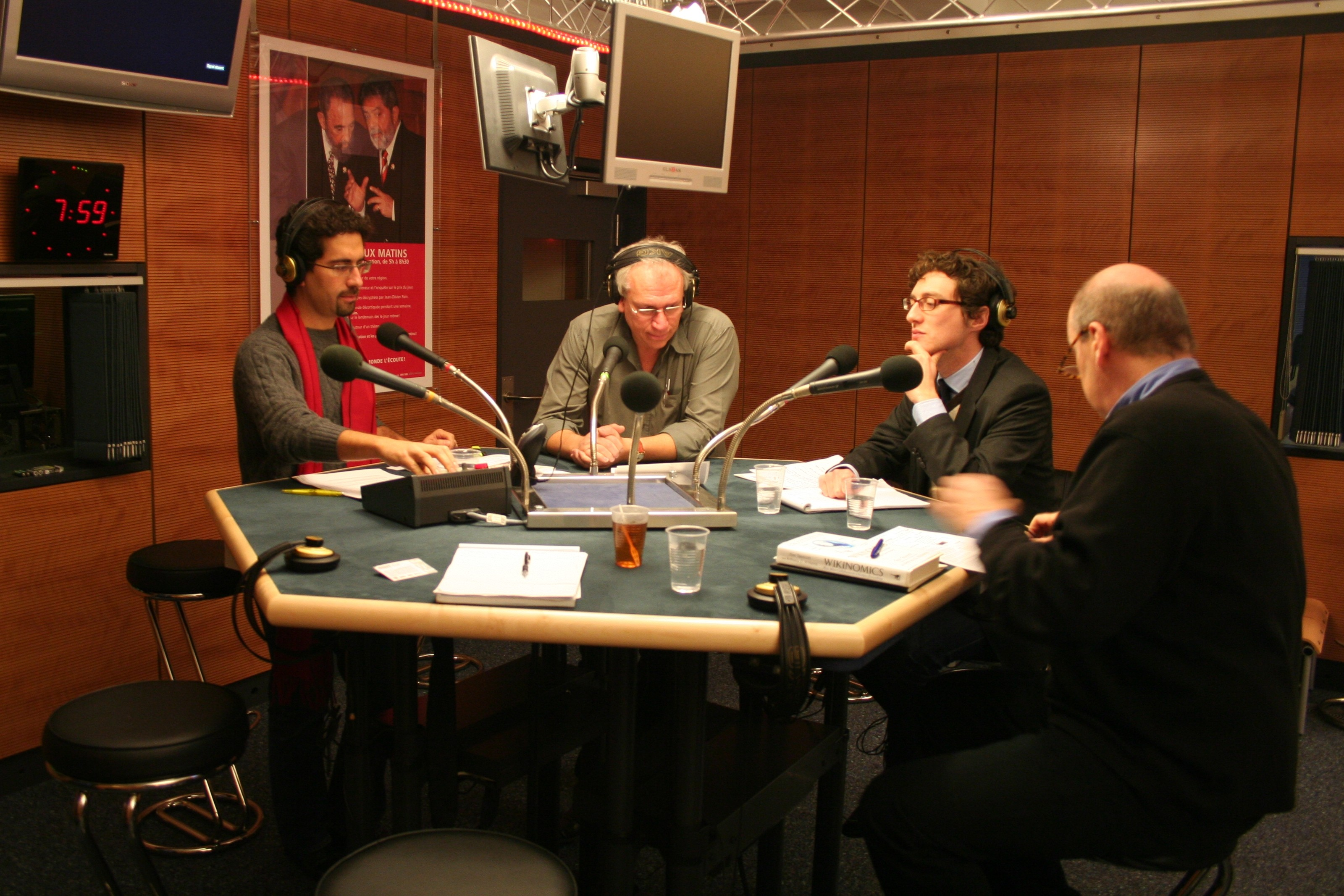
Fathi Derder (à gauche), animant l'émission Le Grand 8 de la Radio suisse romande, en 2007.

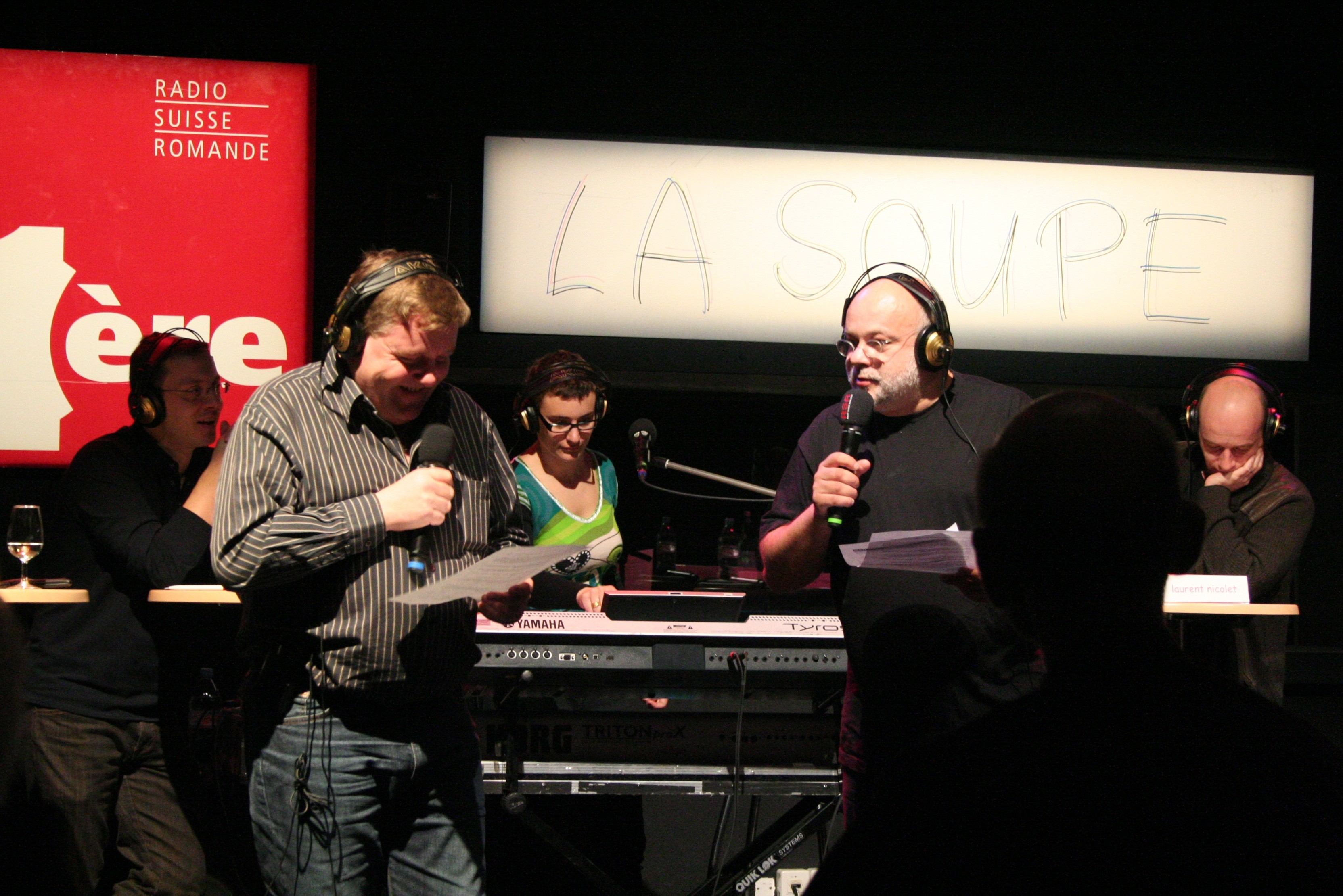
Thierry Meury et Laurent Flutsch, sur le plateau de la Soupe le 30 mars 2008 ; en arrière-plan, Yann Lambiel, Sandrine Viglino et Laurent Nicolet.

- Pascal Bernheim, Sur le bout de la langue, Les après-midoux, VideoGames, Brunch, Airs de rien, Médialogues, La chronique satirique de Pascal Bernheim
- Laurence Bisang, Couleur 3, Le journal du samedi, 17 grammes de bonheur, Électrons libres, On en parle, Les Dicodeurs, Synopsis
- Mousse et Pierre Boulanger, Marchands d'images, Passage du poète, Poésie universelle, Tribune des poètes...
- Madeleine Caboche, Atmosphères, Les enfants du 3e, Rien n'est joué
- Marcel Cellier, De la Mer Noire à la Baltique, Le mystère des voix bulgares
- Jean Charles, À votre service, Faites pencher la balance, Les après-midoux, Bon baisers de chez vous
- André Charlet, émissions chorales
- Raymond Colbert, Swing Sérénade, Entrons dans la danse, Discanalyse
- Michel Dénériaz, Mardi les gars, Fête comme chez vous
- Jacques Donzel, Micro sur scène
- Daniel Fazan, Amis-amis, IntérieurS, Miam miam
- Étienne Fernagut, La Ligne de Cœur
- Ivan Frésard, La Soupe est Pleine
- Émile Gardaz, Derrière les fagots, Mardi les gars, Demain-Dimanche, Le bateau d'Émile
- Philippe Girard, On en parle
- Lova Golovtchiner, La tartine, Cinq sur cinq
- Georges Hardy
- Patrick Lapp, Cinq sur cinq, Aqua Concert
- Jean Leclerc, Histoire vivante
- Catherine Michel, À votre service, Aux ordres du chef, Propos de table, À boire et à manger
- Serge Moisson
- Roger Nordmann
- Patrick Nordmann, Au fond à gauche, Cinq sur cinq, Les Dicodeurs
- Bernard Pichon
- Marin Piguet, Da Camera[6], Kiosque Matin[7], Ensembles[8]
- Daniel Rausis
- Sérène Regard, À l'opéra
- Malick Reinhard, Mômifié[9],[10]
- Jean-Marc Richard, Les Goaléado, Les Dicodeurs, Le Kiosque à Musiques, Drôle de Zèbre, Chacun pour tous, Les P’tits Zèbres, Les Zèbres, La ligne de cœur
- Jack Rollan, Bonjour, un esprit fondateur, la chaîne du bonheur
- Jean-Charles Simon, Cinq sur cinq, Aqua Concert, Miam miam
- Stéphane Thiébaud

## Journalistes et reporters célèbres
- Raphaël Aubert
- Georges Baumgartner
- Michel Bory
- Mousse Boulanger, Marchands d'images
- Pascal Décaillet
- Daniel Favre
- Jean-Pierre Goretta
- Marie-Claude Leburgue
- André Marcel
- Frank Musy
- René Payot
- Liliane Perrin
- Benjamin Romieux, « Le miroir du monde »
- Squibbs
- Christian Sulser
- Yvette Z'Graggen
- Bertrand Zimmermann

## Célèbres acteurs du radio-théâtre
- Maurice Aufair
- Jacques Bron
- Daniel Fillion
- Jane Savigny
- François Simon
- Pierre Boulanger

## Fréquences
Option Musique a été la dernière radio de la RSR à être encore diffusée en ondes moyennes. La diffusion s'est faite jusqu'au 6 décembre 2010 depuis l'émetteur de Sottens sur 765 kHz. Cette radio se recevait correctement sur cette fréquence la nuit entre 18 h et 7 h en région parisienne, entre autres.

## Logos

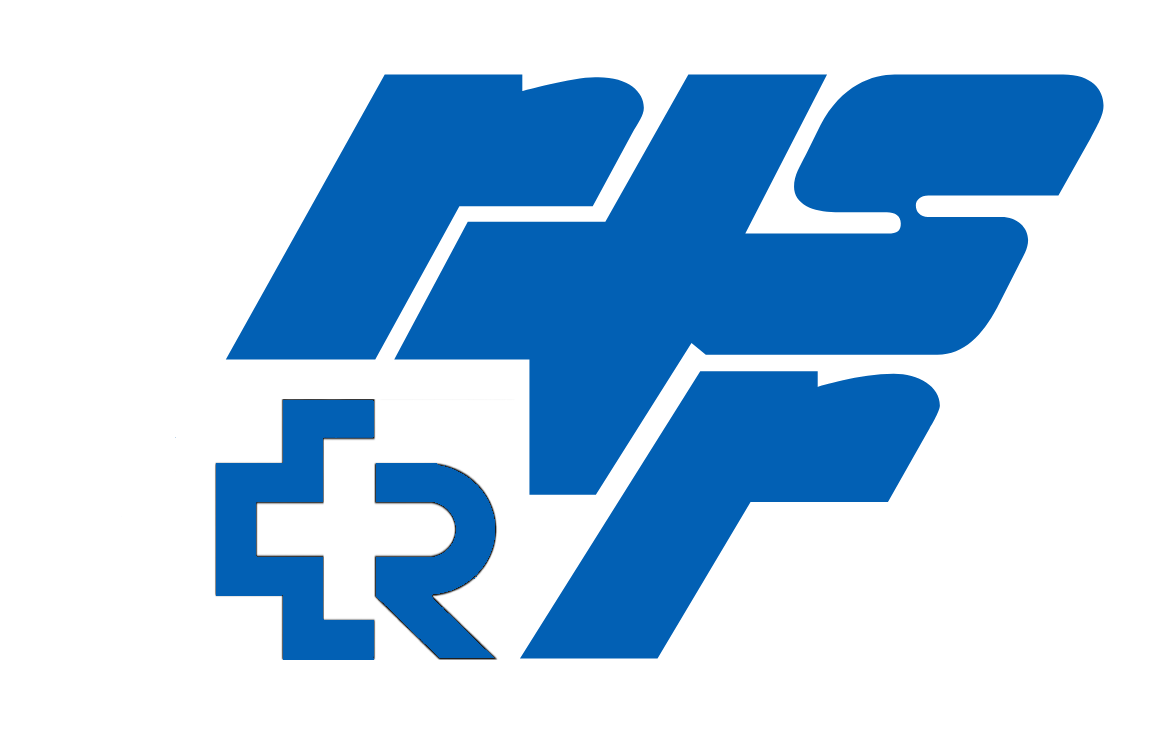
Logo des émissions de radio de la RTSR de 1977 à 1985.
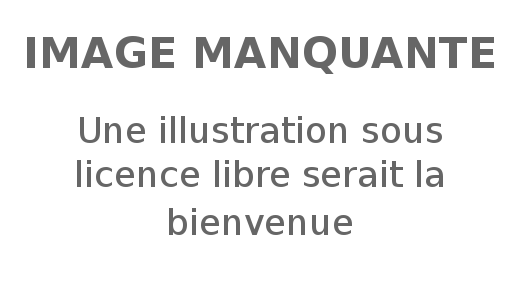
Logo de la RSR de 1985 à 1997[réf. nécessaire].
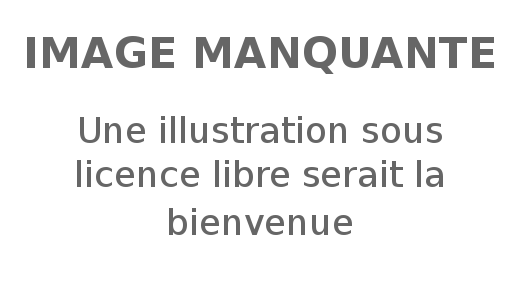
Logo de la RSR de 1997 à 1999 (avec le « boulon »)[réf. nécessaire].
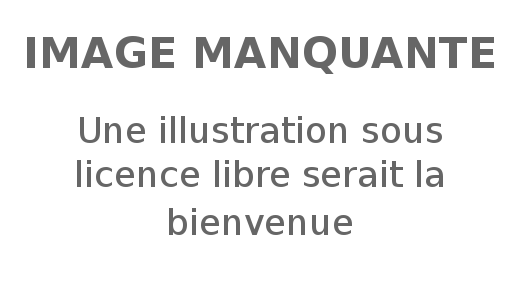
Logo de la RSR de 1999 à 2006 (sans le « boulon »)[réf. nécessaire].
Logo de la RSR jusqu'au 29 février 2012.

## Affaire des fichiers pédophiles
En 2005, un informaticien employé à la Radio suisse romande informe sa hiérarchie de la présence d'images pornographiques, dont plusieurs seraient de nature pédophiles, dans les dossiers d'un collaborateur. Deux ans plus tard, sans nouvelle de ses supérieurs, il s'inquiète des suites données à cette affaire ; il se confie alors à un collègue de son département, soumis aux mêmes règles de confidentialité que lui, et informe son supérieur de son intention de s'adresser au groupe de médiation de l'entreprise. Quelques semaines plus tard, l'informaticien est licencié pour « rupture des rapports de confiance ».
La presse écrite locale s'empare alors de l'affaire, qui en fait ses gros titres en février et mars 2008. Un mouvement naît autour de l'informaticien licencié pour dénoncer « la couverture d'une affaire d'abus sexuel d'enfants ». L'ancien juge Jacques Reymond est alors mandaté le 2 avril par le conseil d'administration pour mener une enquête indépendante sur cette affaire. Dans son rapport remis le 2 juillet, il confirme d'une part que l'affaire a été traitée « comme un secret de famille », tout en confirmant le bien-fondé du licenciement. Il suggère également le licenciement du collaborateur auquel appartenait les fichiers, mais juge qu'il n'y a pas lieu de remplacer le directeur de la RSR.
Selon l'enquête instruite par le juge Philippe Vautier, une partie des fichiers incriminés aurait disparu entre 2005 et 2007 et, de ceux restants, treize ont été considérés par la justice comme représentant des jeunes filles dont « l'âge apparent se situe entre 12 et 14 ans » dans « des poses érotiques ». En parallèle, une seconde enquête est ouverte suite d’une plainte déposée par la direction de la RSR.

#### Diffuseurs publics francophones
- Radio-télévision belge de la Communauté française
- Radio France
- RFI
- Réseau Outre-Mer première
- Radio-Canada